# Erwin Neher
Erwin Neher, nemški biofizik, nobelovec, * 20. marec 1944, Landsberg am Lech, Bavarska, Nemčija.
Odraščal je v kraju Buchloe; pri desetih letih je odšel na šolanje v katoliško šolo v bližnjem Mindelheimu, kjer je razvil zanimanje za naravoslovje in tehniko, posebej kibernetiko ter nevroznanost. Želel je postati biofizik, zato se je odločil, da bo šel najprej študirat fiziko, potem pa se bo posvetil še biologiji.
Leta 1963 je tako vpisal študij fizike na Tehniški univerzi v Münchnu. Tri leta kasneje je pridobil Fulbrightovo štipendijo za študij v ZDA, kjer je študiral biofiziko na Univerzi Wisconsina v Madisonu in magistriral naslednje leto. Po magisteriju se je vrnil v Nemčijo in vpisal doktorski študij na Inštitutu Maxa Plancka za psihiatrijo. Tu je z mentorjem Dieterjem Luxom preučeval mehanizme prenosa živčnih impulzov prek kemičnih sinaps v motoričnih ploščicah in ionske tokove v nevronih z uporabo metode vpete membrane. Med drugim sta se ukvarjala z možnostjo lokalnega merjenja ionskih tokov z uporabo elektrod v pipetah. V tem času se je spoprijateljil z Bertom Sakmannom, ki je bil prav tako doktorski študent na inštitutu.
Po doktoratu leta 1970 je deloval na Univerzi v Washingtonu in Univerzi Yale. Sakmanna je ponovno srečal leta 1973 na Inštitutu Maxa Plancka za biofizikalno kemijo v Göttingenu, kjer se je učil merjenja ionskih tokov skozi posamezne kanalčke v umetnih membranah. Sakmann je pred tem v Londonu študiral nevrobiologijo pri Bernardu Katzu in z združenimi močmi sta razvila tehniko meritev tokov skozi posamezne kanalčke v živih celicah. Obstoj ionskih kanalčkov sta v 1950. letih predpostavila Hodgkin in Huxley. Meritve Sakmanna in Neherja so pokazale, da je lahko tok bodisi nič, bodisi maksimalen, kar ustreza zaprtem oz. odprtem stanju kanalčka - to je bila neposredna eksperimentalna potrditev obstoja teh struktur. Prve meritve sta objavila leta 1976, v naslednjih letih pa sta tehniko še izpopolnila v sodelovanju z več podoktorskimi študenti. Opisala sta jo v temeljnem delu Single-channel Recording (1983). Po letu 1983 se je Neher posvetil raziskovanju signalne transdukcije znotraj celic. Danes dela kot direktor Inštituta Maxa Plancka za biofizikalno kemijo in vodja inštitutskega oddelka za biofiziko membran ter profesor na Univerzi v Göttingenu.
Merjenje ionskih tokov skozi posamezne kanalčke (t. i. metoda vpete krpice membrane) se je od takrat uveljavilo kot pomembna metoda za preučevanje procesov v vzdražnih celicah. Za dokaz obstoja kanalčkov in razvoj metode sta leta 1991 s Sakmannom prejela Nobelova nagrada za fiziologijo ali medicino in še več drugih nagrad.